# Březinka (Polsko)
Březinka (polsky: Brzezinka [bʐɛˈʑiŋka]IPA, německy: Birkenau nebo Birkenau bei Neuberun) je vesnice v jižním Polsku nacházející se přibližně 3 kilometry od města Osvětim v Malopolském vojvodství.

## Německý vyhlazovací tábor
Během druhé světové války byla vesnice na území anektovaném Třetí říší a přejmenována na Birkenau. Na jejím území pak od října 1941 vyrostl nacistický vyhlazovací tábor Auschwitz-Birkenau označovaný také Auschwitz II. Obyvatelstvo Březinky bylo vysídleno a domy byly přestavěny nebo rozebrány a použity pro potřeby tábora.
Ve skutečnosti neexistuje žádná oblast zvaná Brzezinka. Samo slovo Brzezinka je nové, v tom smyslu, že bylo „přejato“ od blízkého Březového lesa (Brzezinky). Oblast, které se v současné době říká Brzezinka, se jmenovala Rajsko a místní obyvatelé jí tak pořád říkají. Táborové centrum Brzezinka leží 4 kilometry od Osvětimi. Vnější obranné zóny jak Brzezinky, tak Osvětimi se setkávají a jsou odděleny pouze železniční tratí.
úryvek ze zprávy utečenců Vrby a Wetzlera z 25. dubna 1944
Jedno nebo několik míst v lese v okolí Březinky (referovaných jako Březový les nebo Birkewald) za války mnohokrát posloužily jako masové hroby mrtvých z okolních táborů.
V noci nás spočítali, mrtvá těla byla narovnána na ploché vozy s úzkým rozchodem kol nebo do náklaďáků a odvezena do Březového lesa (Brzezinky), kde byla spálena v příkopech několik metrů hlubokých a asi 15 metrů dlouhých.
úryvek ze zprávy utečenců Vrby a Wetzlera z 25. dubna 1944